# Israël op de Europese kampioenschappen atletiek 2010
Israël werd vertegenwoordigd door zestien atleten op de Europese kampioenschappen atletiek 2010.

## Deelnemers
| Onderdeel            | Mannen                                                                         | Vrouwen                          |
| -------------------- | ------------------------------------------------------------------------------ | -------------------------------- |
| 100 m                | Dmitriy Glushchenko                                                            |                                  |
| 200 m                | Dmitriy Glushchenko                                                            |                                  |
| 800 m                | Dastein Amrany                                                                 |                                  |
| 5000 m               | Gezachw Yossef                                                                 |                                  |
| 10000 m              | Moges Tesseme                                                                  |                                  |
| 100 m horden         |                                                                                | Irina Lenskiy                    |
| Marathon             | Asaf Bimro Ayele Setegne Dastaho Svnech Brihun Weve Zohar Zemiro Wodage Zwadya |                                  |
| Hoogspringen         |                                                                                | Danielle Frenkel Ma'ayan Fureman |
| Polsstokhoogspringen | Brian Mondschein Yevgeniy Olkhovskiy                                           |                                  |
| Verspringen          | Yochai Halevi                                                                  |                                  |
| Hink-stap-springen   | Yochai Halevi                                                                  |                                  |

## Resultaten

### 100m horden vrouwen
- Irina Lenskiy
  - Reeksen: 23ste in 13,41 (NQ)

### 200m mannen
- Dmitriy Glushchenko
  - Reeksen: 23ste in 21,09 (NQ)

### 800m mannen
- Dastein Amrany
  - Reeksen: 22ste in 1.51,51

### 5000m mannen
- Gezachw Yossef
  - Reeksen: 20ste in 13.55,97 (NQ)

### 10000m mannen
- Moges Tesseme: 20ste in 29:50.78

### Hink-stap-springen mannen
- Yochai Halevi
  - Kwalificatie: 16,76m (PB) (Q)
  - Finale: 11de met 16,43m

### Polsstokhoogspringen mannen
- Brian Mondschein
  - Kwalificatie: 23ste met 5,30m (NQ)
- Yevgeniy Olkhovskiy
  - Kwalificatie: 24ste met 5,30m (NQ)

### Hoogspringen vrouwen
- Danielle Frenkel
  - Kwalificatie: 1,92m (NR) (Q)
  - Finale: 12de met 1,85m
- Ma'ayan Fureman
  - Kwalificatie: 1,78m (NQ)

### Verspringen mannen
- Yochai Halevi
  - Kwalificatie: 18de met 7,90m (NQ)

### Marathon mannen
- Ayele Setegne: 23ste in 2:26.26
- Dastaho Svnech: 30ste in 2:28.36
- Brihun Weve: 34ste in 2:31.47
- Zohar Zemiro: 38ste in 2:36.58
- Wodage Zwadya: 22ste in 2:24.39

Albanië · Andorra · Armenië · Azerbeidzjan · België · Bosnië en Herzegovina · Bulgarije · Cyprus · Denemarken · Duitsland · Estland · Finland · Frankrijk · Georgië · Gibraltar · Griekenland · Groot-Brittannië · Hongarije · Ierland · IJsland · Israël · Italië · Kroatië · Letland · Liechtenstein · Litouwen · Luxemburg · Macedonië · Malta · Moldavië · Monaco · Montenegro · Nederland · Noorwegen · Oekraïne · Oostenrijk · Polen · Portugal · Roemenië · Rusland · San Marino · Servië · Slovenië · Slowakije · Spanje · Tsjechië · Turkije · Wit-Rusland · Zweden · Zwitserland